# Photosynthetic Photon Flux Density
De Photosynthetic Photon Flux Density of Photosynthetically Active Photon Flux Density (PFD of PPFD) is de fotonenstroomdichtheid in het  fotosynthetisch actieve lichtspectrum (400-700 nm) van het zonlicht ook wel fotosynthetisch actieve straling (Photosynthetically active radiation afgekort PAR) genaamd. De eenheid wordt uitgedrukt in µmol fotonen/m²s. Deze term wordt vooral in de botanische wereld gebruikt. De photosynthetic photon flux (PPF) wordt in de tuinbouw gemeten met een foton-fluxsensor.